# Ibbí-Szín
Ibbí-Szín (vagy Ibbi-Szín, Ìbí-Szín, Ibí-Szín, sumer 𒅁𒀭𒂗𒋜 ibbi-dsu.en, 𒅁𒉈𒀭𒂗𒋜 IB.BI2-dsu.en, 𒀼𒋰𒉈𒀭𒂗𒋜 i-bi2-dsu.en, 𒉌𒉈𒀭𒂗𒋜 i3-bi2-dsu.en, „Szín isten füstje”) a III. uri dinasztia utolsó, ötödik uralkodója (középső kronológia: i. e. 2028 – i. e. 2004) volt. Apját, Su-Színt követte a trónon, birodalmát az amurrúk és az elámiak fokozatosan felőrölték. Ur birodalma után Mezopotámiában az amurrú dinasztiák, Larsza, Íszín, majd az Óbabiloni Birodalom kora következett.

## Uralkodása

Sumer városok, az uri birodalom magterülete

Uralkodása kezdetén sikeres hadjáratot folytatott északon Szimurrum hurri állam, délkeleten pedig az elámi Ansan ellen. Az iráni területek felé diplomáciai úton igyekezett biztosítani magát, az egyik helyi uralkodóhoz adta lányát feleségül. A harcias hegyvidéki állam, Szimaski csapatai megtámadták Urnak Elámban állomásozó csapatait, amire általános felkelés tört ki a térségben. Uralkodása második évében Esnunna lázadt fel, a harmadikban pedig Szúza is. Ibbi-Szín többéves előkészületek után leverte az elámi lázadást és vezetőiket Urba vitette.
Ezzel párhuzamosan keletről, a szíriai sztyeppés félsivatag felől a nomád martuk, azaz amurrúk támadták birodalmát. Sikerült áttörniük az apja, Su-Szín által Szippartól északra épített „nomád falat” és egymás után foglalták el a városokat, amit Ibbi-Szín évneveinek eltűnése jelez az illető városokból. Uralkodása harmadik éve után ez történt Puzris-Dagannal, az ötödik után Ummával, a hatodik után Girszuval, a nyolcadik után Nippurral.
Uralkodása tizedik évében egyik katonai parancsnoka, Isbí-Erra magához ragadta a hatalmat Észak-Babilónia, azaz Akkád területén. Isbí-Errát Ibbí-Szín küldte északra mintegy 600 kg ezüsttel, hogy gabonát vásároljon. Isbí-Erra az ezüst feléért 144 ezer hektoliter gabonát vásárolt, de a királynak azt írta, hogy az egészet elköltötte. Arra hivatkozva, hogy a nomádok elleni harchoz hajókra és biztonságos kikötőkre van szüksége, kineveztette magát Íszín és Nippur helytartójává (enszi). Nippurral kezébe került Sumer vallási központja, az Enlil-szentély, aminek birtokában magát ismertethette el legitim uralkodónak. Követeket küldött a különböző városok enszijeihez, akik elismerték őt, azok megtarthatták hivatalukat, akik nem, azokat fogságra vetette. Ekkoriban írt Kazallu enszije, Puzur-Numusda Ibbí-Színnek, hogy már nem sokáig tud ellenállni Isbí-Errának. Isbí-Erra Íszínt választotta fővárosául, ahol megalapította az I. íszíni dinasztiát.
Ibbí-Szín uralma a következő több, mint egy évtizedben fokozatosan visszaszorult Urra és közvetlen környékére, de Isbí-Erra Urt magát valamiért nem támadta meg. Végül Elám a vele szövetséges rejtélyes hegyi néppel, a szu-emberekkel szövetségben rohanta le Dél-Mezopotámiát. Isbí-Errának nagy nehezen sikerült visszavernie őket, de Urt elfoglalták, Ibbí-Színt pedig fogolyként Ansanba hurcolták. Néhány év múlva Isbí-Erra űzte el az elámi helyőrséget Urból, s lett végleg Sumer és Akkád ura az I. íszíni dinasztia.